# Левковичі (Чернігівський район)
Левко́вичі — село в Україні,  у Михайло-Коцюбинській селищній громаді Чернігівського району Чернігівської області. Населення становить 316 осіб. До 2016 орган місцевого самоврядування — Левковицька сільська рада.

## Географія
Біля села бере початок річка Верпепо, права притока Десни.

## Історія
За даними на 1859 рік на казенному хуторі Ловковичем Чернігівського повіту Чернігівської губернії мешкало 32 особи (17 чоловічої статі та 15 — жіночої), налічувалось 5 дворових господарств.
В часі німецько-радянської війни біля села велися бої, у вересні 2017 року понад 300 снарядів часів Другої світової війни знешкоджено вибухотехніками, знайдено неподалік залізниці села Левковичі.
12 червня 2020 року, відповідно до розпорядження Кабінету Міністрів України № 730-р «Про визначення адміністративних центрів та затвердження територій територіальних громад Чернігівської області», увійшло до складу Михайло-Коцюбинської селищної громади.
19 липня 2020 року, в результаті адміністративно-територіальної реформи та ліквідації Чернігівського району (1923—2020) Чернігівської області, увійшло до складу новоутвореного Чернігівського району.

## Відомі особистості
В поселенні народилась:
- Олена Печорна (* 1982) — українська письменниця.

## Пам'ятки

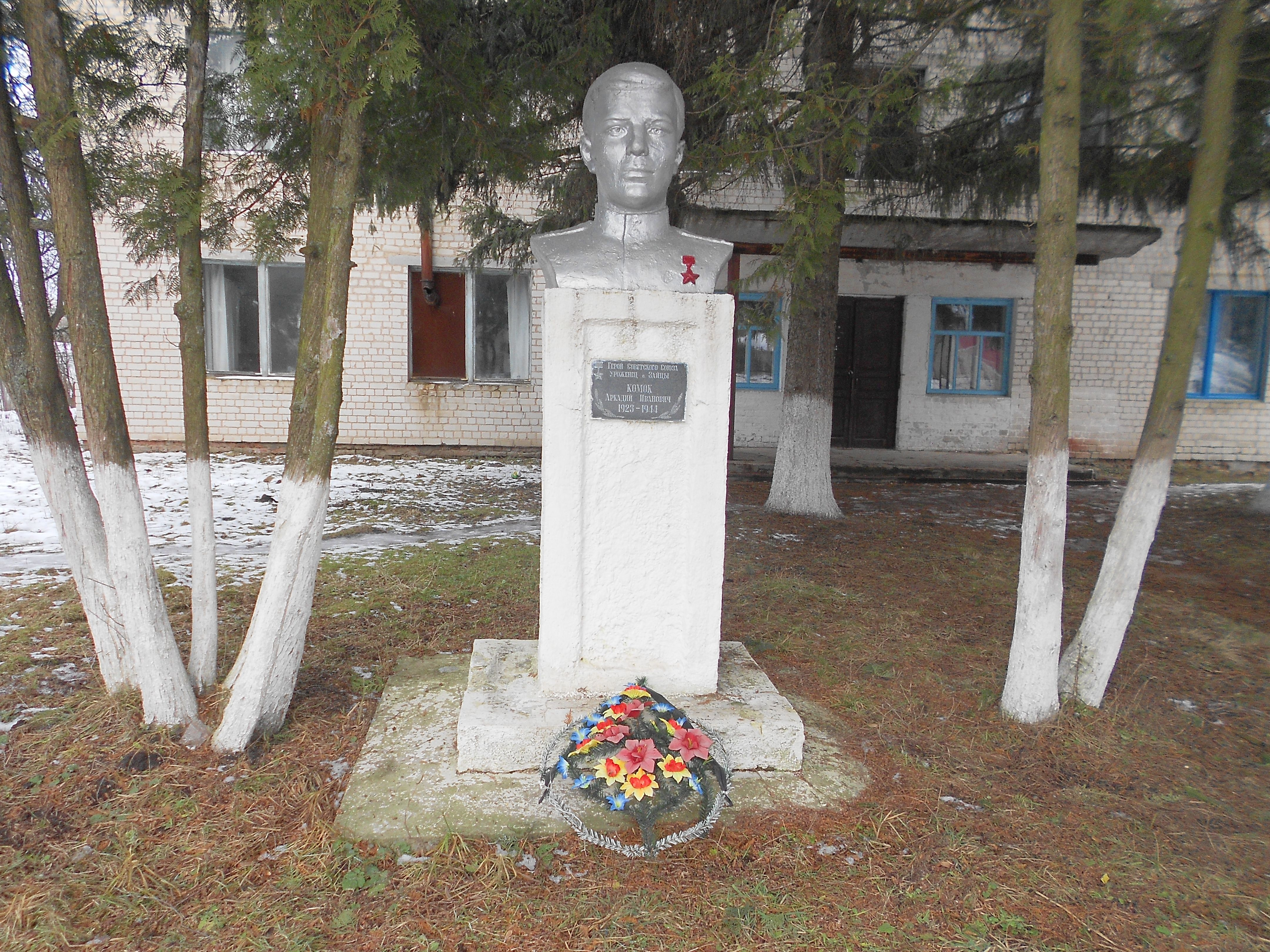
Герой Радянського Союзу А. І. Комок

У 1955 році було встановлено пам'ятник на братській могилі радянських воїнів, що загинули у 1941 і 1943 роках, серед них Герой Радянського Союзу Махамед Мірзаєв Хаваджі. У 1981 році було встановлено пам'ятник Герою Радянського Союзу А. І. Комку.

## Галерея

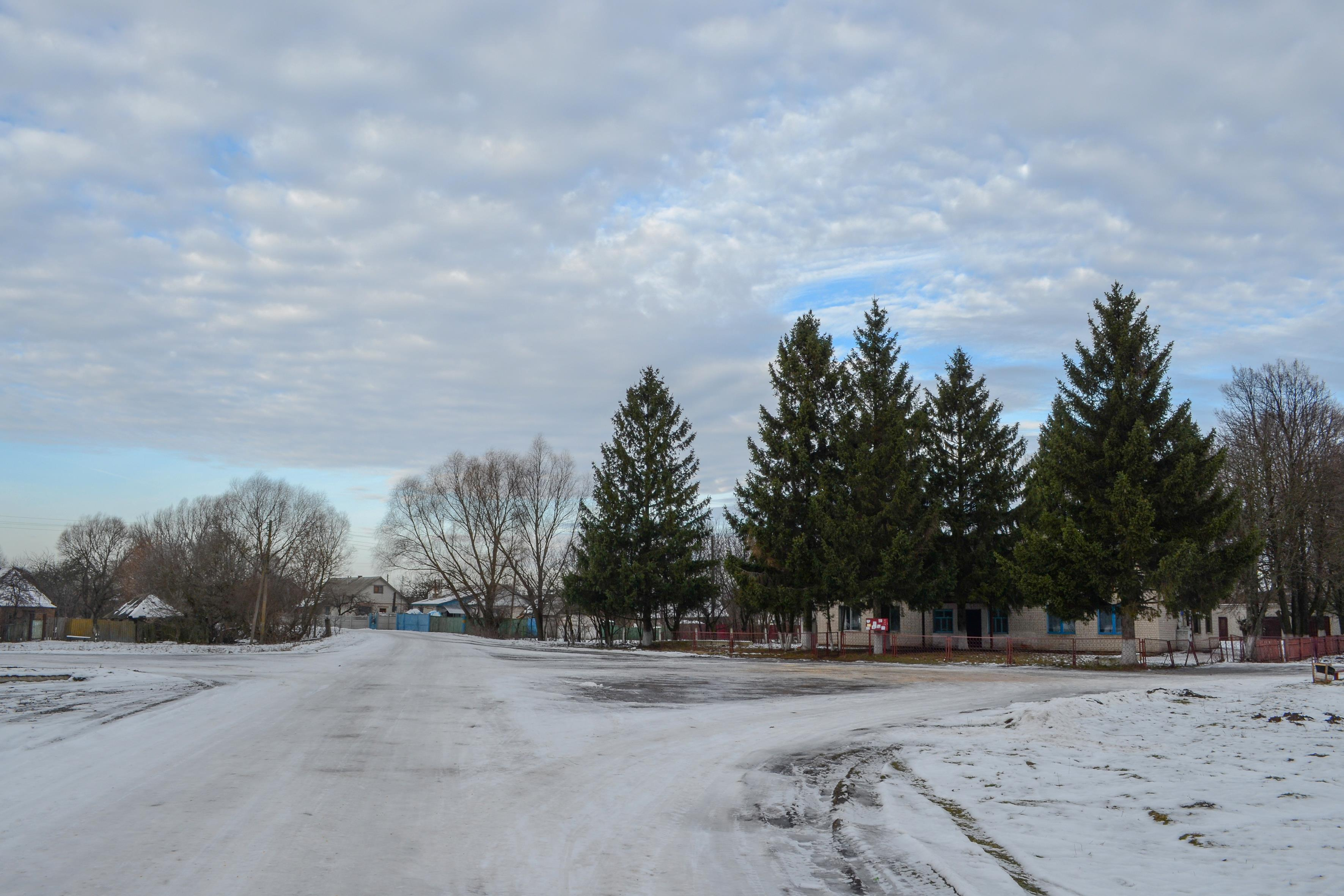
Центр села
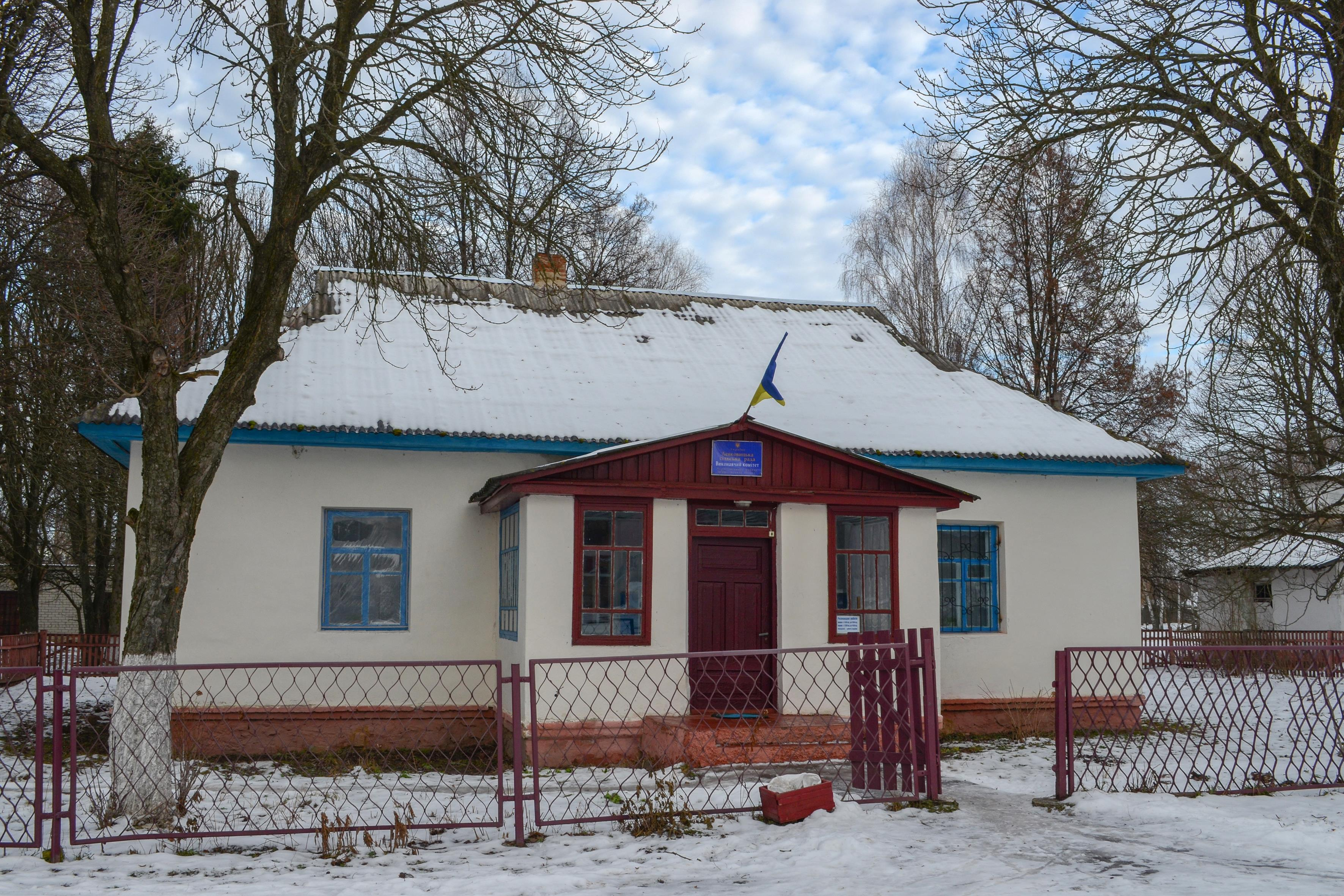
Сільська рада
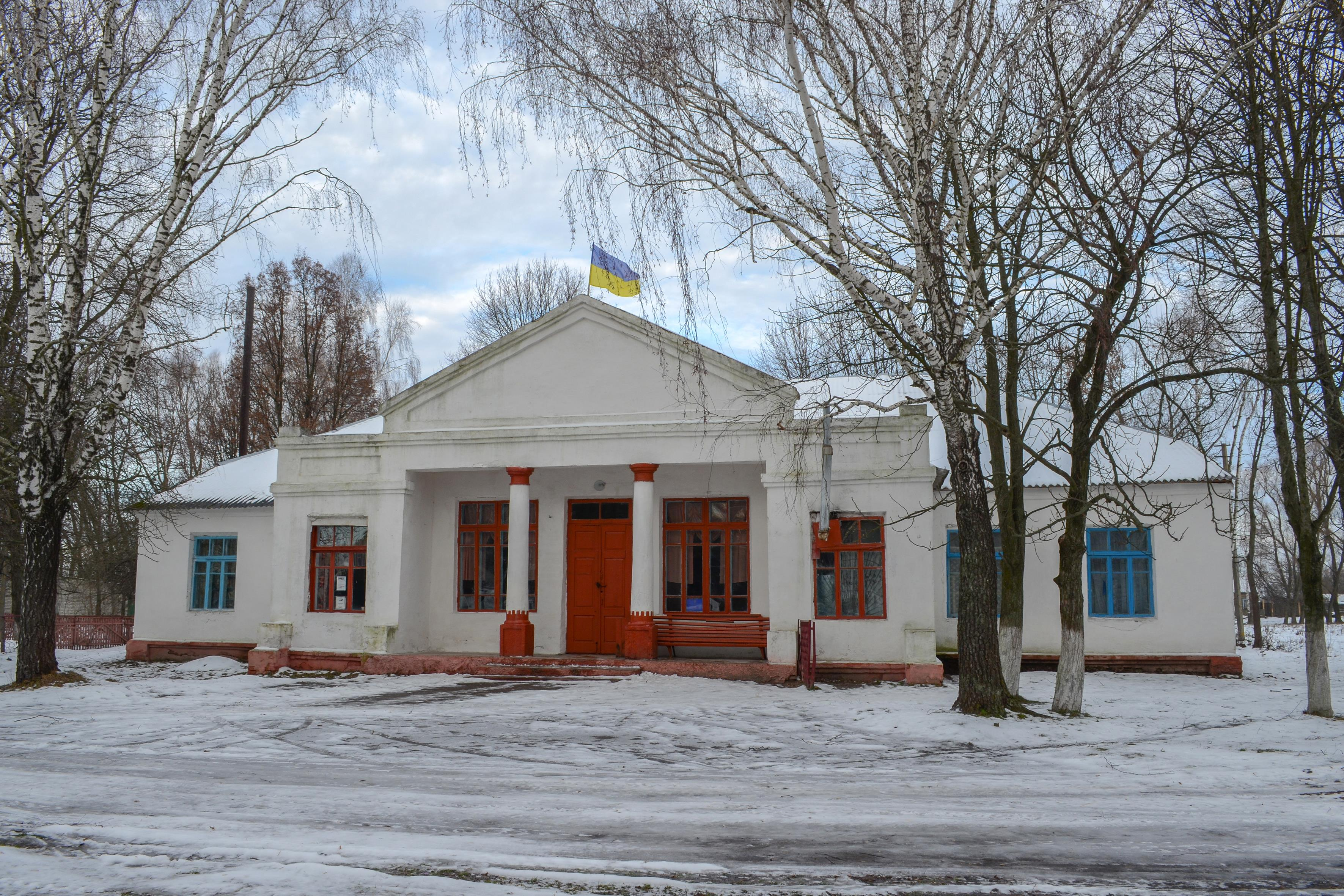
Будинок культури
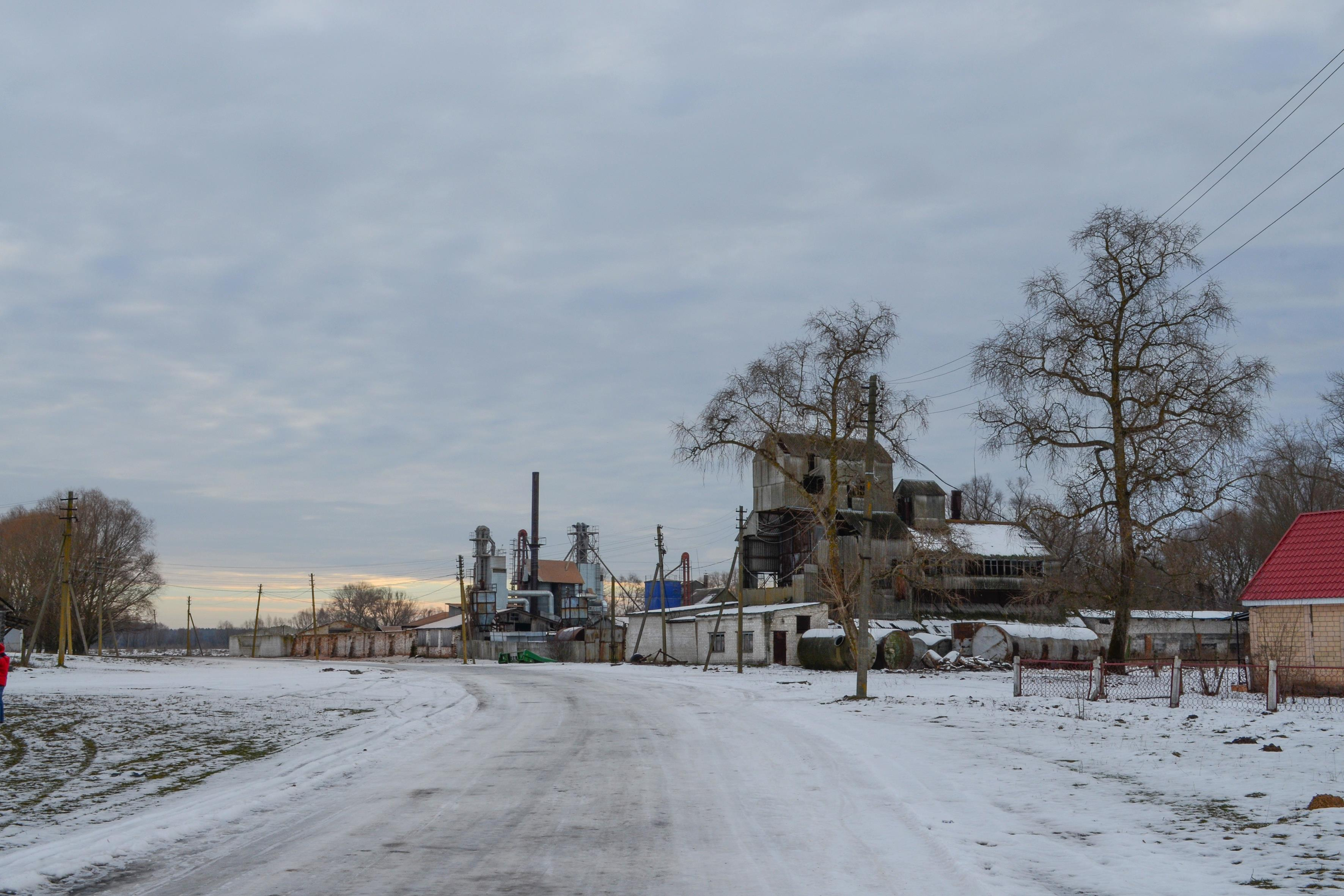
Елеватор
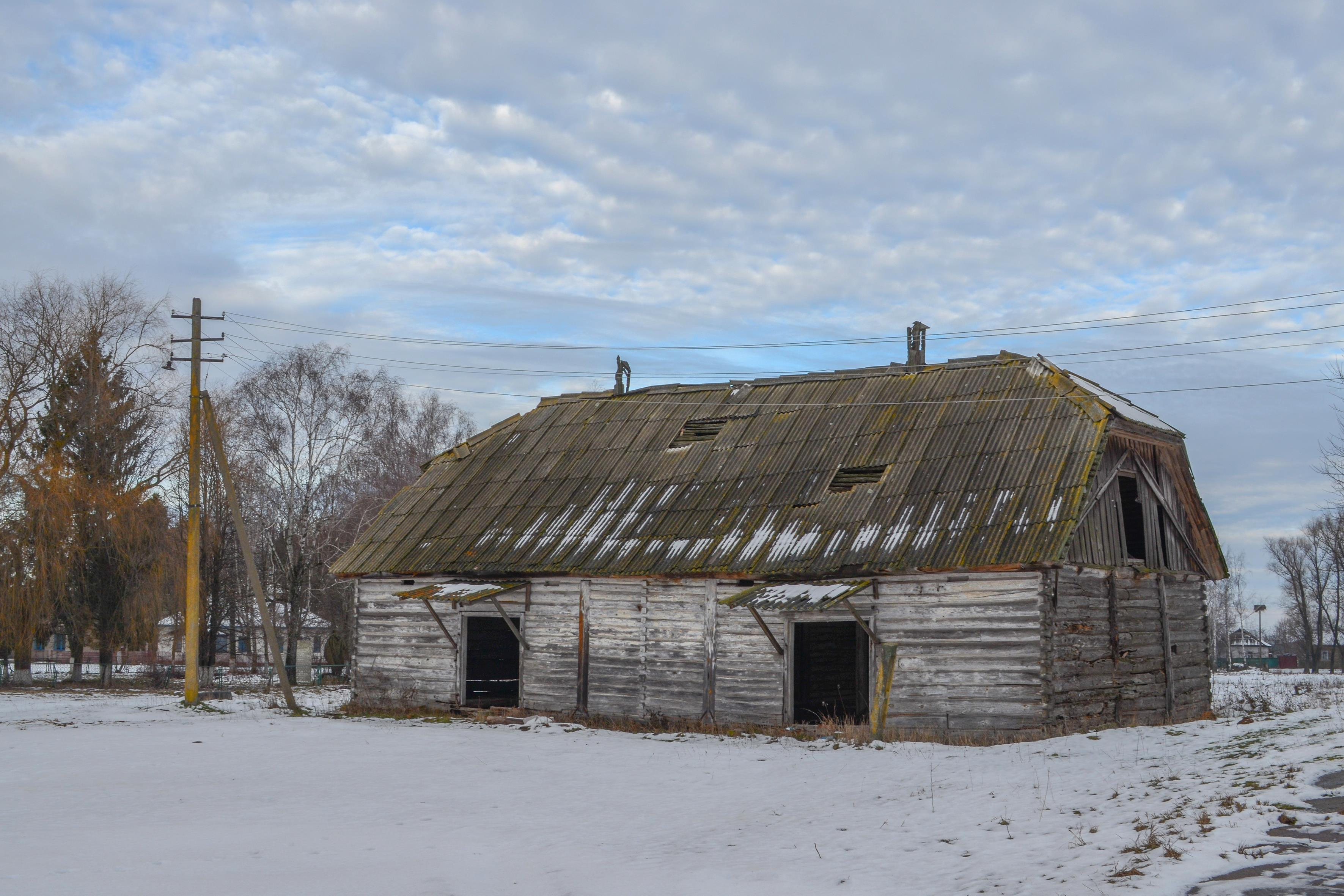
Покинута будівля
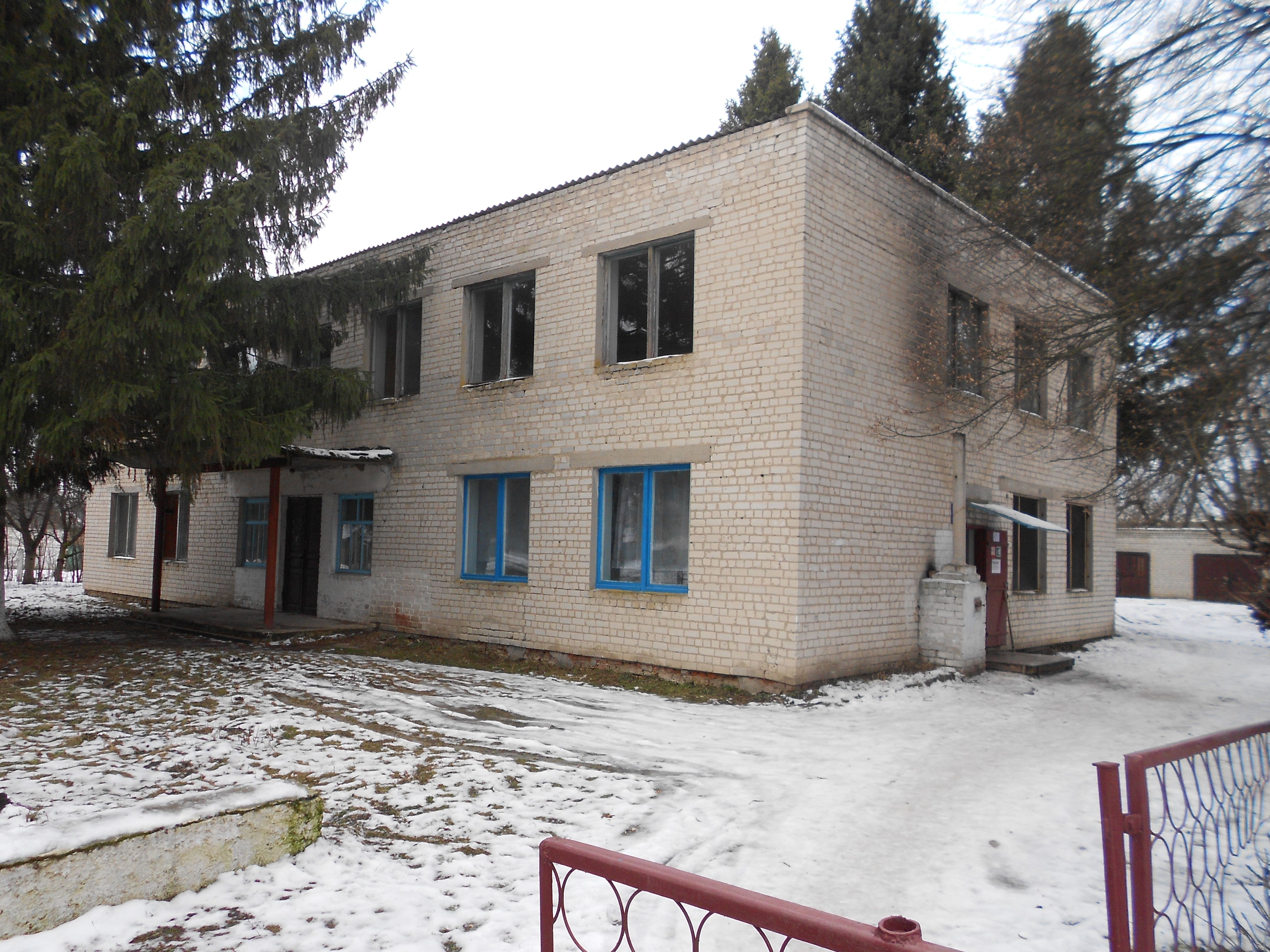
ФАП
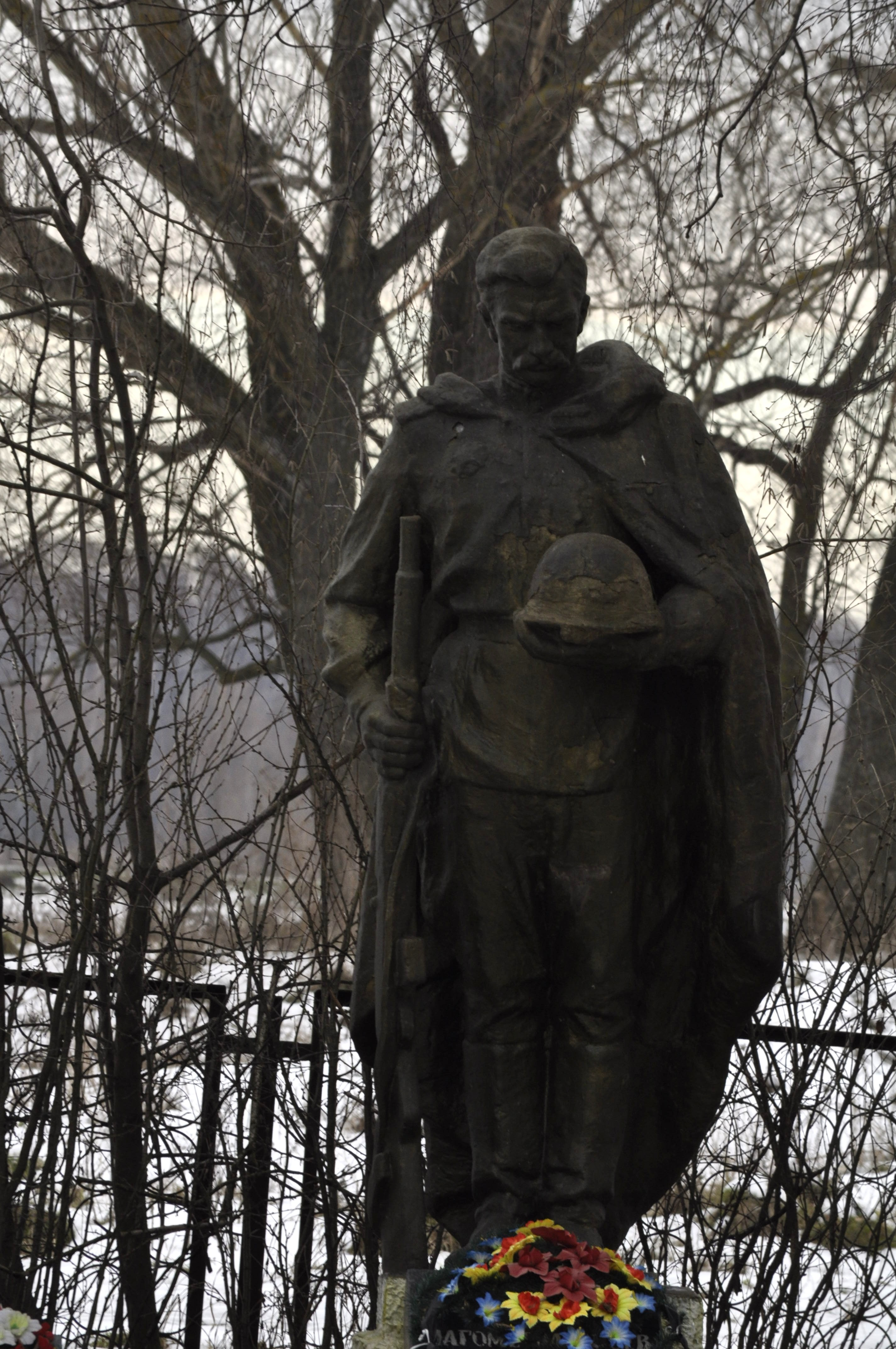
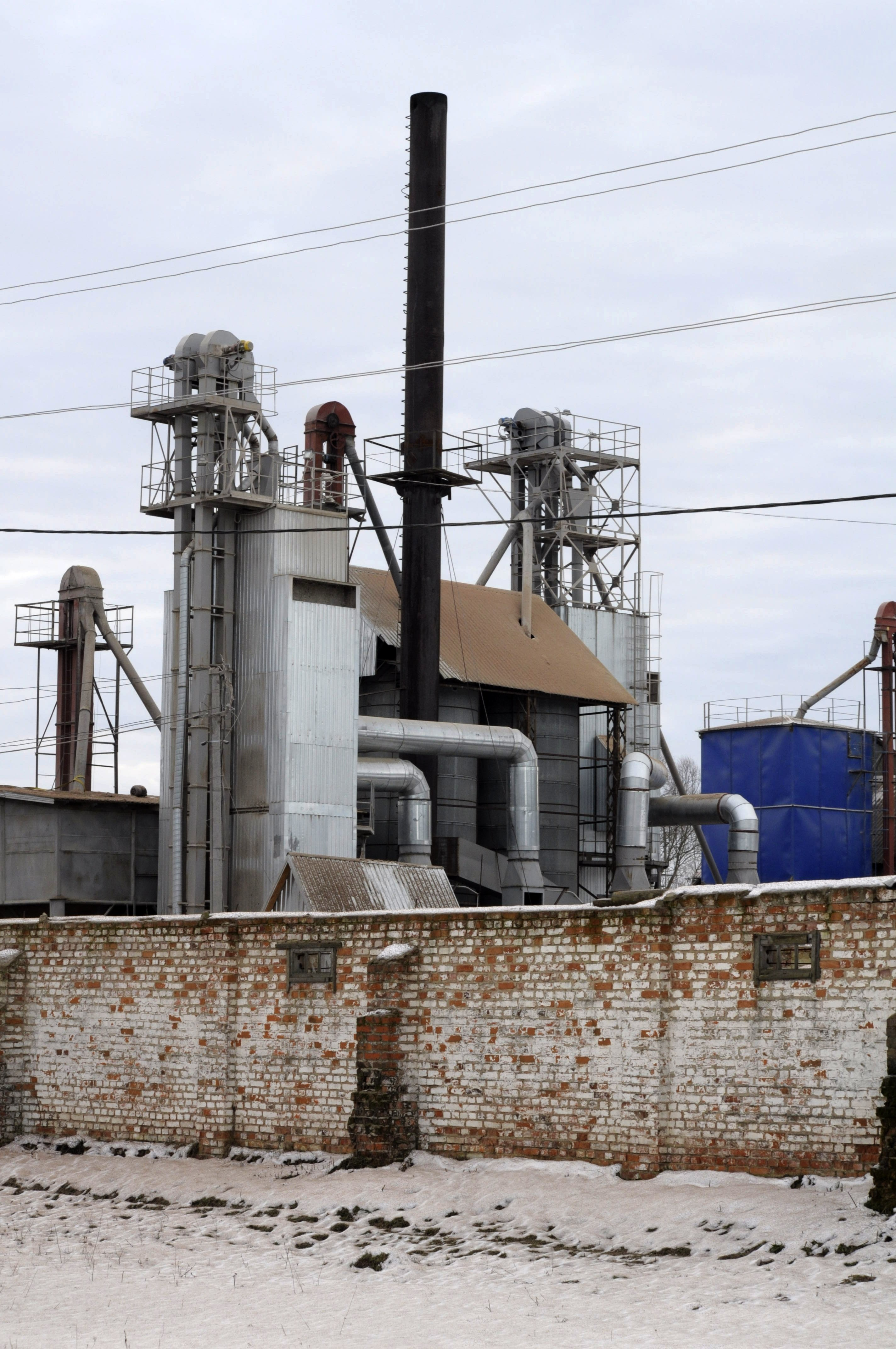